# Ronde van Toscane
De Ronde van Toscane is de naam voor twee wielerwedstrijden die jaarlijks worden verreden in de Italiaanse regio Toscane. De manneneditie (Giro della Toscana - Memorial Alfredo Martini) werd in 1923 voor het eerst verreden, de vrouweneditie (Internazionale Femminile Giro della Toscana) in 1995.

## Mannen
De eerste editie van deze wedstrijd vond plaats in 1923. Sinds 2005 maakt de koers deel uit van het Europese continentale circuit van de UCI. De wedstrijd wordt sinds 2016 in september verreden, daarvoor kende het geen vaste plaats op de kalender en werd variërend in de maanden maart tot en met september verreden.
In 1931, 1944, 1945, 1996 en 2015 werd de eendaagse koers niet verreden. In 2016, voor het eerst met de toevoeging Memorial Alfredo Martini als eerbetoon aan Alfredo Martini (1921-2014), en 2017 werd de koers over twee etappes in twee dagen verreden. Vanaf 2018 is het weer een eendaagse koers.

### Erelijst
Meervoudige winnaars
| Overwinningen | Renner                   | Jaren                        |
| ------------- | ------------------------ | ---------------------------- |
| 5             | Gino Bartali             | 1939, 1940, 1948, 1950, 1953 |
| 4             | Francesco Moser          | 1974, 1976, 1977, 1982       |
| 3             | Daniele Bennati          | 2005, 2010, 2016             |
| 2             | Costante Girardengo      | 1923, 1924                   |
| 2             | Alfredo Binda            | 1926, 1927                   |
| 2             | Mario Cipriani           | 1934, 1935                   |
| 2             | Olimpio Bizzi            | 1937, 1943                   |
| 2             | Fiorenzo Magni           | 1949, 1954                   |
| 2             | Gianbattista Baronchelli | 1981, 1984                   |
| 2             | Massimiliano Lelli       | 1991, 1993                   |

Overwinningen per land
| Overwinningen | Land |
| ------------- | --- |
| 77            | Italië |
| 3             | België, Frankrijk                                                                                            |
| 2             | Zwitserland                                                                                                  |
| 1             | Colombia, Denemarken, Duitsland, Ierland, Kazachstan, Moldavië, Nederland, Polen, Slovenië, Verenigde Staten |

## Vrouwen
De vrouweneditie vond in 1995 voor het eerst plaats en telde dat jaar twee eendagswedstrijden onder de naam Memorial Michela Fanini. In 1998 werd voor het eerst Giro della Toscana in de naamgeving gebruikt.
Vanaf 1996 is het een meerdaagse wedstrijd. Van 2000-2003 en in 2008 telde het zeven etappes in zes dagen, van 2004-2007 acht etappes in zes dagen, van 2009-2010 zes etappes in zes dagen, in 2011 zeven etappes in zeven dagen, van 2012-2013 vijf etappes in vijf dagen, van 2014-2021 drie etappes in drie dagen en vanaf 2022 vier etappes in vier dagen.
De editie van 2020 werd vanwege de coronapandemie niet verreden.
2013
Voor aanvang van de vierde etappe weigerden 63 van de 112 rensters, waaronder de winnaressen van de proloog, eerste en tweede etappe en tevens klassementsleidster Marianne Vos, Giorgia Bronzini (winnares 1e etappe) en Elisa Longo Borghini, om verder te rijden vanwege veiligheidsredenen.

### Erelijst
Meervoudige winnaars
| Overwinningen | Renster                | Jaren            |
| ------------- | ---------------------- | ---------------- |
| 3             | Susanne Ljungskog      | 2002, 2003, 2005 |
| 2             | Imelda Chiappa         | 1995, 1997       |
| 2             | Judith Arndt           | 2008, 2010       |
| 2             | Małgorzata Jasińska    | 2012, 2015       |
| 2             | Ashleigh Moolman-Pasio | 2016, 2017       |
| 2             | Arlenis Sierra         | 2019, 2021       |

Overwinningen per land
| Overwinningen | Land                                                       |
| ------------- | ---------------------------------------------------------- |
| 7             | Italië                                                     |
| 4             | Duitsland                                                  |
| 3             | Polen, Zweden                                              |
| 2             | Cuba, Litouwen, Verenigde Staten, Zuid-Afrika, Zwitserland |
| 1             | België, Rusland, Wit-Rusland                               |